# Пир Хыдыр Зинда

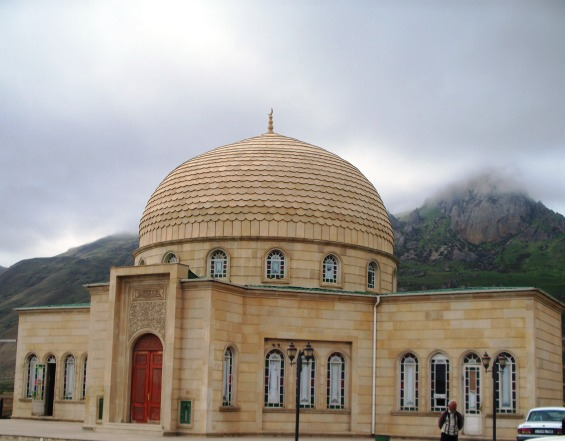
Пир Хыдыр Зинда.

Пир Хыдыр Зинда (или Хызыр Зинда, азерб. Xıdır Zində piri) — святое для мусульман место, расположенное у подножия скалы Бешбармаг в Сиязаньском районе Азербайджана.

## История

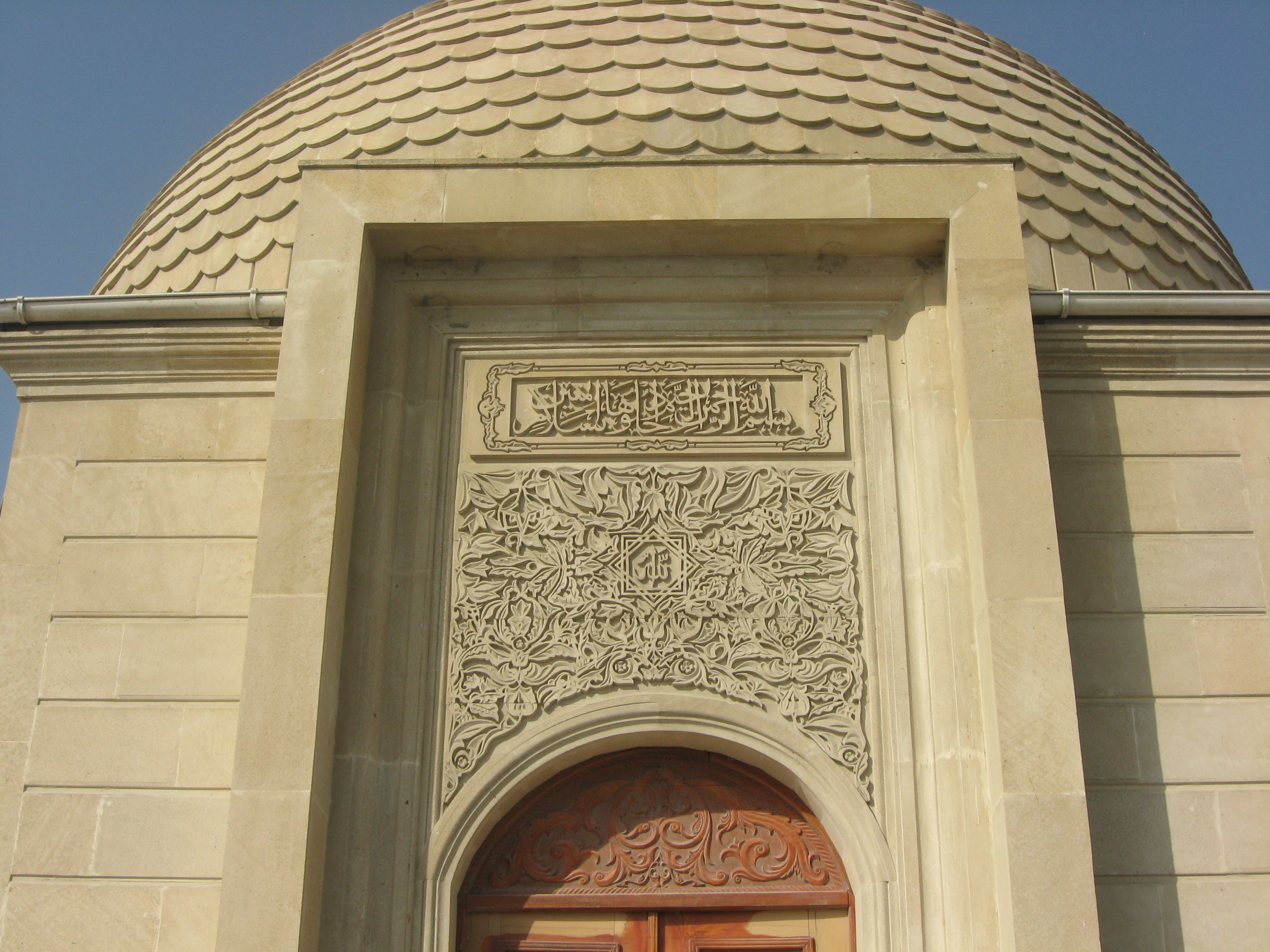
Надпись над дверью в Пир.

Пир Хыдыр Зинда более известен в простонародье под названием Бешбармаг-пири, по имени одноимённой скалы, у подножия которой он и расположен. Местность Бешбармаг также является перевалочным пунктом, а также местом остановки и отдыха тысяч водителей и пассажиров, следующих из Баку в северные районы Азербайджана (Сиязань, Губу, Гусар, Хачмаз, Набрань) и в Россию по трассе Баку — Ростов. Особенно многолюдно бывает летом, с началом отпусков. Кроме Пира Хыдыр Зиндаа (мечети), здесь расположены многочисленные магазины, кафе и рестораны. Принято также во время остановки обязательно обмывать руки и лицо святой водой, текущей из горных источников.

## Легенды о Хизире
По одной из распространённых легенд, Хизир служил в армии Александра Македонского и помог великому полководцу найти источник живой воды в окрестностях горы Бешбармаг на территории современного Азербайджана (по другой версии — в Средней Азии).